# Indian Creek Township (Missouri)
Indian Creek Township est un ancien township, situé dans le comté de Monroe, dans le Missouri, aux États-Unis,.
Le township est fondé en 1840 et baptisé en référence au cours d'eau Indian Creek (en).

### Source de la traduction
- (en) Cet article est partiellement ou en totalité issu de l’article de Wikipédia en anglais intitulé « Indian Creek Township, Moniteau County, Missouri » (voir la liste des auteurs).